# Jensenia
Jensenia là một chi rêu trong họ Pallaviciniaceae.